# Ivrit
Neuhebräisch, genannt Ivrit (hebräisch עִבְרִית ʿivrīt, deutsch ‚hebräische‘ [Sprache], andere Transliterationen im deutschen Sprachraum auch Iwrit, Iwrith oder Ivrith), ist die in Israel meistgesprochene Sprache und die Amtssprache des Landes. Sie entstand durch geplante Weiterentwicklung und Ausbau des Alt- und Mittelhebräischen. Ihre Einführung ist der bisher einzige gelungene Versuch, eine Sakralsprache wiederzubeleben und zu einer modernen Standardsprache zu machen. Geschrieben wird sie mit dem hebräischen Alphabet.
Im hebräischen Sprachgebrauch steht das Wort Ivrit für die hebräische Sprache, unabhängig davon, welche Sprachstufe, also ob Bibelhebräisch, Mischnahebräisch, mittelalterliches oder modernes Hebräisch gemeint ist. Im Deutschen bedeutet Ivrit dagegen stets modernes Hebräisch.

## Klassifikation
Ivrit gehört zu den semitischen Sprachen, die wiederum zur Familie der afroasiatischen Sprachen gehören. Ivrit gehört in die Untergruppe der nordwestsemitischen Sprachen (zusammen mit Aramäisch) und dort in die Untergruppe der kanaanäischen Sprachen, deren einziger nicht ausgestorbener Vertreter es ist.
Hebräisch war seit der Spätantike als täglich gesprochene Sprache ausgestorben, hielt sich jedoch in der Diaspora als Liturgie- und Schriftsprache. Durch die Einflüsse der umgebenden gesprochenen Sprachen änderte sich vor allem die Aussprache des Hebräischen, sodass drei Hauptrichtungen entstanden: Aschkenasisch (Mittel- und Osteuropa), Sephardisch (West- und Südeuropa) und Jemenitisch (Vorderasien).

## Geschichte
Zur Vorgeschichte siehe Hebräische Sprache.

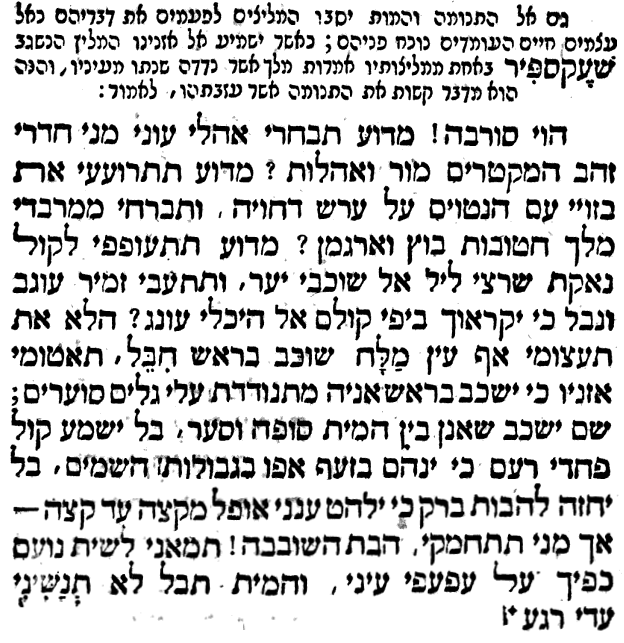
Die erste hebräische Übersetzung von Shakespeare: „Um diese Stund’ im Schlaf!“ Monolog, Heinrich IV. In Salomo Löwisohns Meliẓat Yeshurun, 1816.

Ende des 19. Jahrhunderts, zur Zeit des in West- und Osteuropa aufkommenden Nationalismus, begannen Versuche, das fast nur noch in der rabbinischen Literatur verwendete Hebräische als Alltagsidiom wiederzubeleben und den Wortschatz zu erweitern, um für das zerstreute jüdische Volk eine Nationalsprache zu schaffen. Sowohl Wortschatz als auch Grammatik wurden des Öfteren an die Muster europäischer Sprachen angeglichen. Dennoch sind die Unterschiede zwischen Althebräisch und modernem Hebräisch viel weniger bedeutend als zum Beispiel zwischen Altgriechisch und Neugriechisch (siehe griechische Sprache).
Als Gegenbewegung zur Assimilation der ost- und mitteleuropäischen Juden, in deren Zuge viele Juden Russisch, Polnisch oder Deutsch zu ihrer Umgangssprache machten, bemühten sich viele Juden um eine Aufwertung und Literarisierung des Jiddischen und begannen teils gleichzeitig, weltliche Texte auf Hebräisch zu schreiben.
Eliezer Ben-Jehuda, der um 1880 nach Jerusalem auswanderte, spielte für die Neubelebung der hebräischen Sprache eine tragende Rolle. Er schrieb für die hebräische Literaturzeitschrift Chawatzelet und gab die Zeitung HaZvi heraus. In seinen Artikeln verwendete er selbstentwickelte Wörter für neue, im früheren Hebräisch unbekannte Begriffe. 1890 gründete er den Waʿad haLaschon haʿIvrit, den Ausschuss der hebräischen Sprache und begann mit der Arbeit an einem hebräischen Wörterbuch, dessen erste Bände ab 1908 von der Langenscheidtschen Verlagsbuchhandlung in Berlin verlegt wurden. So wurde er zum „Vater des Hebräischen“ in Israel. Seine Kinder waren die ersten, die Hebräisch als Muttersprache sprachen.
1921 wurde Hebräisch im britischen Mandatsgebiet Palästina eine der drei offiziellen Landessprachen. Seit der Gründung des Staates Israel 1948 ist es dort Amtssprache und hat sich als moderne funktionsfähige Standardsprache bewährt. Die Vermittlung der für viele Einwanderer neuen Sprache erfolgt bis heute im Ulpan, einem Intensivkurs, in dem Ivrit unterrichtet wird.
Wichtig bei der Umformung der früheren Sakralsprache zu einer Amtssprache war vor allem die Schaffung von umgangssprachlichen Ausdrücken. Viele solcher Ausdrücke wurden zunächst vor allem aus dem Russischen und dem Arabischen übernommen. Auch aus anderen Sprachen, wie zum Beispiel Englisch, Deutsch, Jiddisch und Französisch, wurden Wörter entlehnt.
Eine weitere wichtige Rolle bei der Erweiterung des Vokabulars des modernen Hebräisch spielten Übersetzungen aus der Weltliteratur, die z. B. von Saul Tschernichowski und Zeʾev Jabotinsky verfasst wurden.
Andere jüdische Sprachen und Dialekte drohen heute mangels Muttersprachlern auszusterben. Dies gilt weniger für das Jiddische, das in orthodoxen aschkenasischen Gruppen – besonders solchen, die den säkularen Zionismus ablehnen – noch gebräuchlich ist, als für andere Sprachen wie Judäo-Spanisch (Ladino), Judäo-Persisch, Judäo-Berberisch, Judäo-Tatisch, Judäo-Georgisch, die jüdisch-aramäischen Dialekte, Jevanisch (Jüdisch-Griechisch), Karaimisch und weitere. Nachdem Theodor Herzl von der Vorstellung ausgegangen war, die Einwohner eines künftigen jüdischen Staates sollten die Kultursprache Deutsch sprechen, gab es in den 1930er Jahren im britischen Mandatsgebiet Palästina auch Überlegungen, Jiddisch, das von vielen der meist aus Osteuropa Einwandernden gesprochen wurde, zur offiziellen Sprache zu machen. Schließlich entschied man sich aber – nicht zuletzt aus historischen und nationalen Überlegungen – für das Hebräische. Hebräisch war in der Geschichte das sprachliche Band zwischen jüdischen Gemeinden überall auf der Welt gewesen und deshalb als Nationalsprache in einem zu gründenden jüdischen Staat, der Juden aus allen Ländern aufzunehmen bereit war, besonders geeignet, während Jiddisch nur die Sprache der aschkenasischen Juden gewesen war und daher nicht im gleichen Maße wie Hebräisch identitätsstiftend wirken konnte.

## Phonologie
Der Ausschuss der Hebräischen Sprache in Palästina hatte Anfang des 20. Jahrhunderts eine Aussprache mit 25 Konsonantenphonemen vorgeschlagen: /ʔ, b, w, ɡ, d, h, z, ħ, tˁ, j, k, x, l, m, n, s, ʕ, p, f, ts, q, r, ʃ, t/ und /θ/, doch selbst Ben-Jehuda hielt sich nicht an diese Vorgabe. Es kristallisierte sich eine Aussprache mit etwas anderen Konsonantenphonemen heraus (insgesamt 24): /ʔ, b, v, ɡ, dʒ, d, h, w, z, ʒ, x, j, k, l, m, n, s, p, f, ts, tʃ, r, ʃ/ und /t/, wobei die Phoneme /ʔ, v, x, t, k, s/ jeweils die Aussprache von zwei verschiedenen Buchstaben sein können. Bei sephardischen und orientalischen Juden kamen dazu noch /ħ/ und /ʕ/.
In der historischen Aussprache des Hebräischen hatten sechs Konsonanten spirantisierte Formen: /b, ɡ, d, k, p/ und /t/ wechselten mit /v, ɣ, ð, x, f/ und /θ/ (Zusammengefasst als BeGaDKeFaT bezeichnet). Von den spirantisierten Varianten sind im modernen Hebräisch nur drei erhalten: /v, x/ und /f/. Die emphatischen Konsonanten, die für die semitischen Sprachen typisch sind, wurden durch nicht-emphatische Varianten ersetzt; /q/ wurde durch /k/ ersetzt und /tˁ/ durch /t/. Der historische Halbvokal /w/ fiel mit dem Konsonanten /v/ zusammen. Die Standardaussprache von /ħ/ ist nun /x/, und /ʔ/ wird meist nicht realisiert. Viele Sprecher ersetzen auch /h/ durch /ʔ/ bzw. es entfällt. Eine Reihe von phonologischen Kontrasten wurde also neutralisiert. Das Phonem /r/ wird in der Regel als uvulares [ʁ] oder [ʀ] realisiert.
Schematische Darstellung der Konsonantenphoneme:
| stimmlose Plosive    | p  | t  |    | k | ʔ |
| stimmhafte Plosive   | b  | d  |    | ɡ |   |
| stimmlose Frikative  | f  | s  | ʃ  | x | h |
| stimmhafte Frikative | v  | z  | ʒ  |   |   |
| Affrikate            | dʒ | ts | tʃ |   |   |
| Nasale               | m  | n  |    |   |   |
| Vibrant              |    |    | r  |   |   |
| lateraler Frikativ   | l  |    |    |   |   |
| Approximant          | w  | j  |    |   |   |

/ʤ/, /w/, /ʒ/ und /ʧ/ kommen in Lehnwörtern und ihren Ableitungen vor (z. B. „ג׳ינגול“ /dʒinˈgul/ Jonglieren/Jonglage „לדג׳ה“ /lɛ̝daˈdʒe/ „Platten auflegen“, „להסוויץ׳“ /lɛ̝hasˈwitʃ „switchen“).
Auch der Vokalismus wurde vereinfacht. Modernes Hebräisch hat fünf Vokalphoneme: /a, e, i, o/ und /u/.
In einer Standardaussprache wie z. T. im Rundfunk werden zumindest theoretisch die Phoneme /ħ/ und /ə/ sowie z. T. auch /ʕ/ erhalten und /r/ wird als Zungen-r ([r]) ausgesprochen.

## Schrift
Die hebräische Schrift basiert auf einem Konsonantenalphabet. Einige der Buchstaben dienen jedoch auch als Matres lectionis, d. h. der Schreibung von Vokalen: Waw (ו) steht für /v/, aber auch für /u/ und /o/; Jod (י) steht für /j/, aber auch für /i/ und auf den Diphthong /ei/ zurückgehendes /e/; He (ה) dient am Wortende zur Schreibung von /a/, /e/ und (in seltenen Fällen) /o/; Aleph (א) steht für /ʔ/ (auch ʾ), ist aber in einigen Wörtern Mater lectionis für /a/, /e/, /i/, /u/.
Die Verwendung von Matres lectionis beim Schreiben hebräischer Texte erfolgt nicht durchgängig. In frühen Inschriften (8. Jahrhundert v. Chr.) tritt beispielsweise Jod noch nicht für /i/ auf, während darin Waw bereits für /o/ belegt ist. In Anlehnung an die masoretische Grammatik, die zwischen langen und kurzen Vokalen unterscheidet, wobei in der Regel die langen Vokale durch Matres lectionis dargestellt werden, die kurzen Vokale hingegen nicht, beeinflusste dieses Prinzip die hebräische Orthographie insbesondere im Buchdruck. In den zurückliegenden Jahrzehnten setzte sich eine allgemeine Verwendung der Matres lectionis durch, auch wenn sie nicht immer konsequent befolgt wird. In Grammatiken und Wörterbüchern dominiert weiterhin die masoretische Schreibweise (siehe Abschnitt Spätere und moderne unvokalisierte Schreibung im Artikel Hebräisches Alphabet).
Während das hebräische Alphabet in der eigenen Schrifttradition bleibt, basiert die Interpunktion im Ivrit weitgehend auf den in europäischen Sprachen mit lateinischer Schrift üblichen Systemen. Die Interpunktionsregeln sind von der Akademie für die hebräische Sprache festgelegt. Komma, Semikolon und Fragezeichen werden, trotz der unterschiedlichen Schreibrichtung, in der in europäischen Systemen üblichen Form verwendet – im Gegensatz zum Arabischen, wo das Fragezeichen umgedreht ist (؟). Die Formen dreier Interpunktionszeichen stammen dagegen aus der hebräischen Tradition: der Maqqef (־), Bindestrich, ist nicht auf halber Höhe der Buchstaben, sondern auf der Höhe des oberen Randes von Buchstaben ohne Aufstrich. Geresch (׳) und Gerschajim (״) dienen als (einfache und doppelte) Anführungszeichen, und zwar in derselben Form zu Beginn und am Ende des angeführten Textes. Beide Zeichen werden auch zur Markierung von Abkürzungen verwendet: Geresch für die Abkürzung einzelner Wörter, z. B. כל׳ für כלומר (k(ɛ̝)lomar, „d. h.“; wörtl. „wie zu sagen“), Gerschajim für Abkürzungen, die aus mehreren Wörtern bestehen, z. B. ת״א für תל אביב („Tel Aviv“). Beide Zeichen werden auch verwendet, wenn hebräische Buchstaben als Zahlzeichen dienen.

## Grammatik
Im Hebräischen werden der bestimmte Artikel und einige Präpositionen direkt an das Wort gehängt, auf das sie sich beziehen. Der Besitz kann durch Anhängen von Endungen (Suffix) angezeigt werden. Das Hebräische kennt zwei grammatikalische Genera (männlich und weiblich) und zusätzlich zu Singular und Plural in einigen Fällen einen Dual. Von Fällen wie in den meisten europäischen Sprachen kann nicht geredet werden, da diese durch Präpositionen angezeigt werden. Hebräisch kennt keine unbestimmten und nur einen bestimmten Artikel. Es gehört zu den flektierenden Sprachen.

### Substantive
Hebräische Substantive werden nach Genus und Numerus verändert, jedoch nicht nach Kasus. Die meisten Substantive haben mit einem Verb in einer ähnlichen Bedeutung eine gemeinsame Wurzel, doch die Formierung der Nomen ist nicht so systematisch wie die der Verben. Außerdem flektieren Lehnwörter häufig nicht nach einem Schema.

#### Genus
Das Hebräische kennt zwei Genera: männlich und weiblich. Weibliche Nomen lassen sich im Allgemeinen an der Endung ה- (gesprochen -a) oder ת/ -ית/ -ות-(gesprochen -et/-it/-ut) erkennen. Substantive, die auf andere Buchstaben enden, sind meist männlich. In der Orthografie müssen die Endungen א ,-ה- und ע- unterschieden werden, obwohl sie gleich gesprochen werden. Ein sächliches Geschlecht (Neutrum) gibt es nicht.

#### Numerus
Es gibt im Hebräischen drei Numeri: regelmäßig Singular und Plural sowie in Ausnahmefällen Dual.
Die Standardpluralendung für männliche Nomen ist -im:
- מחשב [maxˈʃev] (Computer) → מחשבים [maxʃɛ̝ˈvim] ((mehrere) Computer)

Besonders bei zweisilbigen Nomen führt die Endung zu einer Betonungsverschiebung und damit auch zu einer Änderung der Vokalisierung.
- דָּבָר [daˈvar] (Ding/Sache) → דְּבָרִים [dvaˈrim] (Dinge)

Die typische Endung für weibliche Nomen im Plural ist -ot. Diese wird erst angehängt, nachdem die Endung -ah oder -et gestrichen wurde. Ein auf -it/ut endendes weibliches Nomen endet im Plural auf -ijot/-ujot.
- מיטה [miˈta] (Bett) → מיטות [miˈtot] (Betten)
- מחברת [maxˈberet] (Notizbuch) → מחברות [maxbaˈrot] (Notizbücher)
- חנות [xaˈnut] (Geschäft) → חנויות [xanuˈjot] (Geschäfte)
- אשכולית [eʃkoˈlit] (Pampelmuse) → אשכוליות [eʃkoliˈjot] (Pampelmusen)

##### Ausnahmen
Es gibt männliche Substantive mit weiblicher Pluralendung, z. B.:
- מקום [maˈkom] (Ort) → מקומות [mekoˈmot] (Orte)
- חלון [xaˈlon] (Fenster) → חלונות [xaloˈnot] ((mehrere) Fenster)

Ebenso gibt es weibliche Substantive mit männlicher Pluralendung, z. B.:
- מילה [miˈla] (Wort) → מילים [miˈlim] (Wörter)
- שנה [ʃaˈna] (Jahr) → שנים [ʃaˈnim] (Jahre)

Zwei Nomen haben völlig unregelmäßige Pluralformen:
- איש [iʃ] (Mann) → אנשים [anaˈʃim] (Männer, Leute)
- אישה [iʃa] (Frau) → נשים [naˈʃim] (Frauen)

##### Dual
Das Hebräische hat auch einen Dual, gekennzeichnet durch die Endung יים [-ˈajim] für männliche wie weibliche Nomen, aber dessen Gebrauch ist auch im Althebräischen begrenzt. Im Neuhebräischen werden unter anderem bei einigen Orts-, Zeit- und Maßausdrücken Dualformen verwendet. Diese Wörter haben auch Pluralformen, die für Mengen über zwei verwendet werden. Zum Beispiel:
| Singular                             | Dual                              | Plural                                      |
| ------------------------------------ | --------------------------------- | ------------------------------------------- |
| פעם אחת [ˈpaam aˈxat] (einmal)       | פעמיים [paaˈmajim] (zweimal)      | שלוש פעמים [ʃaˈloʃ pɛ̝aˈmim] (dreimal)       |
| שבוע אחד [ʃaˈvua eˈxad] (eine Woche) | שבועיים [ʃvuʿaˈjim] (zwei Wochen) | שלושה שבועות [ʃloˈʃa ʃavuˈot] (drei Wochen) |
| מאה [ˈmɛ̝ʾa] (Hundert)                | מאתיים [maˈtajim] (Zweihundert)   | שלוש מאות [ʃloʃ meˈot] (Dreihundert)        |

Einige typischerweise paarweise auftretende Gegenstände, vor allem Körperteile, haben eine Dualform als Plural, beispielsweise:
- אוזן [ˈozen] (Ohr) → אוזניים [ozˈnajim] (Ohren)
- יד [ˈjad] (Hand) → ידיים [jaˈdajim] (Hände)
- עין [ˈajin] (Auge) → עיניים [e(j)ˈnajim] (Augen)
- רגל [ˈreɡel] (Bein) → רגליים [raɡˈlajim] (Beine)

Bei diesen Wörtern wird der Dual als Plural verwendet; es heißt also [jaˈdajim], selbst wenn von fünf Händen die Rede ist.
Einige Plurale-tantum-Wörter haben ebenfalls Dualform:
- אופניים [ofaˈnajim] (Fahrrad – „2 Räder“)
- מכנסיים [mixnaˈsajim] (Hose – „2 Hosenbeine“)
- משקפיים [miʃkaˈfajim] (Brille – „2 Augengläser“)

#### Status constructus
Der Status constructus dient wie in anderen semitischen Sprachen zur Kennzeichnung des nomen regens in einer Genitiv-Verbindung.
Im Hebräischen werden die beiden Nomen hintereinander gestellt (mit oder ohne Bindestrich) und das erste Substantiv, bzw. das Bezugswort muss in die constructus-Form gebracht werden:
- Männliche Substantive behalten im Singular für gewöhnlich ihre Form bei.
- Weibliche Substantive erhalten im Singular statt der Endung -a -ה die Endung -at -ת.
- Männliche Substantive verlieren im Plural das -m -ם der Pluralendung; die Endung wird -e oder -ej gesprochen.
- Weibliche Substantive behalten im Plural ihre Form bei.

Beispiele:
- בית ספר [be(j)t ˈsefer] (wörtlich, Haus des Buches, Schule)
- בתי חולים [baˈte(j) xoˈlim] (wörtlich, Häuser der Kranken, Krankenhäuser)
- עוגת שוקולד [uˈɡat ʃokoˈlad] (Schokoladenkuchen)

Einige (meist ältere Wörter) ändern ihre Vokalisierung in der constructus-Form.
- [ˈbajit] (Haus) zu [be(j)t].

Soll ein zusammengesetztes Nomen mit einem bestimmten Artikel verwendet werden, so wird der Artikel vor das nomen rectum gesetzt, z. B.
- בית ספר [be(j)t ˈsefer] (Schule)
- בית הספר [be(j)t haˈsefer] (die Schule)

In der Umgangssprache, beziehungsweise bei sehr festgefahrenen Ausdrücken, wird jedoch manchmal von dieser Regel abgewichen und der Artikel vor das erste Nomen gestellt.

#### Besitz
Abgesehen von der Verwendung der besitzanzeigenden Begleiter שלי [ʃeˈli], שלך [ʃeˈlax] etc. kann die Zugehörigkeit bei hebräischen Nomen durch untrennbare Suffixe ausgedrückt werden. Die Beispiele hier sind [ˈjeled] ילד (maskulin, Singular) „Kind“, „Junge“, [jalˈda] ילדה (feminin, Singular) „Mädchen“, [jɛ̝laˈdim] ילדים (maskulin, Plural) „Kinder“, „Jungen“, [jɛ̝laˈdot] ילדות (feminin, Plural) „Mädchen“.
|                             | ילד [ˈjeled]      | ילדה [jalˈda]        | ילדים [jɛ̝laˈdim]       | ילדות [jɛ̝laˈdot]          |
| --------------------------- | ----------------- | -------------------- | ---------------------- | ------------------------- |
| 1. Person Singular          | ילדי [jalˈdi]     | ילדתי [jaldaˈti]     | ילדיי [jɛ̝laˈdaj]       | ילדותי [jaldoˈtaj]        |
| 2. Person Singular maskulin | ילדך [jaldeˈxa]   | ילדתך [jaldatˈxa]    | ילדיך [jɛ̝laˈde(j)xa]   | ילדותיך [jaldoˈte(j)xa]   |
| 2. Person Singular feminin  | ילדך [jalˈdex]    | ילדתך [jaldaˈte(j)x] | ילדיך [jɛ̝laˈdejx]      | ילדותיך [jaldoˈtejx]      |
| 3. Person Singular maskulin | ילדו [jalˈdo]     | ילדתו [jaldaˈto]     | ילדיו [jɛ̝laˈdav]       | ילדותיו [jaldoˈtav]       |
| 3. Person Singular feminin  | ילדה [jalˈda]     | ילדתה [jaldaˈta]     | ילדיה [jɛ̝laˈdeha]      | ילדותיה [jaldoˈte(j)ha]   |
| 1. Person Plural            | ילדנו [jalˈdenu]  | ילדתנו [jaldaˈtenu]  | ילדינו [jɛ̝laˈde(j)nu]  | ילדותינו [jaldoˈte(j)nu]  |
| 2. Person Plural maskulin   | ילדכם [jaldeˈxem] | ילדתכם [jaldatˈxem]  | ילדיכם [jɛ̝laˈde(j)xem] | ילדותיכם [jaldoˈtexem]    |
| 2. Person Plural feminin    | ילדכן [jaldeˈxen] | ילדתכן [jaldatˈxen]  | ילדיכן [jɛ̝laˈdejxen]   | ילדותיכן [jaldoˈtexen]    |
| 3. Person Plural maskulin   | ילדם [jalˈdam]    | ילדתם [jaldaˈtam]    | ילדיהם [jɛ̝laˈdejhem]   | ילדותיהם [jaldoˈte(j)hem] |
| 3. Person Plural feminin    | ילדן [jalˈdan]    | ילדתן [jaldaˈtan]    | ילדיהן [jɛ̝laˈde(j)hen] | ילדותיהן [jaldoˈte(j)hen] |

Diese Formen sind jedoch meist auf Literatur und Hochsprache beschränkt; im gesprochenen Hebräisch wird meistens die analytische Konstruktion (wie הספר שלי [haˈsefer ʃeˈli] „das Buch von mir“) der Form ספרי [sifˈri] („mein Buch“) vorgezogen. Ausnahmen sind einige feststehende Begriffe, wie zum Beispiel ?מה שלומך [ma ʃlomˈxa?], wörtlich „Wie ist dein Friede?“ in der Bedeutung von „Wie geht es dir?“. Weiterhin wird bei Verwandtschaft diese Form häufiger verwendet.

### Adjektive
Im Hebräischen werden Adjektive nachgestellt und wie in romanischen Sprachen in Genus und Numerus dem Nomen angeglichen, auf das sie sich beziehen.

#### Deklination
Die meisten Adjektive werden nach dem folgenden Schema dekliniert:
- ספר קטן [ˈsefer kaˈtan] (ein kleines Buch)
- ספרים קטנים [sfaˈrim ktaˈnim] (kleine Bücher)
- בובה קטנה [buˈba ktaˈna] (eine kleine Puppe)
- בובות קטנות [buˈbot ktaˈnot] (kleine Puppen)

Auf -i endende Adjektive, die in sehr vielen Fällen die Herkunft beschreiben, werden leicht anders dekliniert:
- איש מקומי [iʃ mɛ̝koˈmi] (ein hiesiger Mann)
- אנשים מקומיים [anaˈʃim mɛ̝komiˈjim] (hiesige Männer)
- אישה מקומית [iˈʃa mɛ̝koˈmit] (eine hiesige Frau)
- נשים מקומיות [naˈʃim mɛ̝komiˈjot] (hiesige Frauen)

#### Verwendung im Satz
Das Hebräische kennt die Kopula „sein“ im Präsens nicht. Es verwendet dafür Nominalsätze, also Sätze ohne eigenes Verb. Der Satz „Das Haus ist groß“ wird so ausgedrückt:
- הבית גדול [haˈbajit gaˈdol]

In der Vergangenheit/Zukunft existieren Formen von sein.
- הבית היה גדול [haˈbajit haˈja gaˈdol] – Das Haus war groß.
- הבית יהיה גדול [haˈbajit jihˈje gaˈdol] – Das Haus wird groß sein.

In attributiver Stellung folgt das Adjektiv dem Nomen:
- הבית הגדול [haˈbajit hagaˈdol] – Das große Haus
- בית גדול [ˈbajit gaˈdol] – Ein großes Haus

Der bestimmte Artikel muss vor dem Adjektiv noch einmal wiederholt werden. Es gibt außerdem einige Verben, die einen Zustand ausdrücken, die adjektivisch gebraucht werden können.

### Adverbien

#### Bildung
Adverbien werden weniger systematisch gebildet als die meisten anderen hebräischen Wortarten.
Einige Adverbien entsprechen ihren Adjektiven:
- חזק [xaˈzak] (stark)
- ברור [baˈrur] (klar)

Einige absolute Infinitive werden wie Adverbien gebraucht:
- מהר [maˈher] (schnell; vom Adjektiv מהיר [maˈhir])
- היטב [he(j)tev] (gut; vom Adjektiv טוב [tov])

Einige Adverbien entsprechen der weiblichen Singular- oder Pluralform (meist archaisch) des dazugehörigen Adjektivs:
- אוטומטית [otoˈmatit] (automatisch)

Die meisten Adverbien sind jedoch eher Adverbialsätze, die auf eine der folgenden Arten gebildet werden:
- Mit der Präposition -ב und dem zugehörigen Nomen
  - בזהירות [biz(ɛ̝)hiˈrut] („in Vorsicht“: vorsichtig)
  - בעדינות [bɛ̝adiˈnut] („in Finesse“: fein)
- In der Form „auf … Art und Weise“, entweder mit באופן [bɛ̝ˈofen] und dem Adjektiv in der männlichen Singularform oder mit בצורה [bɛ̝t͡suˈra] und dem Adjektiv in der weiblichen Singularform
  - באופן אטי [bɛ̝ˈofen iˈti] („auf langsame Art“).
  - בצורה אופיינית [bɛ̝t͡suˈra ofˈjanit] („in charakteristischer Form“).

Diese Formen schließen einander nicht aus; zumindest die letztgenannten Formen können für fast jedes Adverb verwendet werden.
Natürlich gibt es auch eine Reihe Adverbien ohne dazugehöriges Adjektiv.

#### Verwendung
Adverbien stehen im Allgemeinen hinter dem Verb, auf das sie sich beziehen. Auf Grund der relativen Freiheit der Wortreihenfolge im Satz kann von dieser Regel jedoch abgewichen werden.

### Verben
Hebräische Verben werden durch eine meist aus drei Konsonanten bestehende Wurzel (שורש [ˈʃoreʃ]) beschrieben. Aus diesen Wurzeln können verschiedene Stämme bzw. Konjugationsmuster mit unterschiedlichen Bedeutungen gebildet werden, die dann schematisch vokalisiert werden (Man beachte aber BeGaDKeFaT-Buchstaben). So wird aus der Wurzel k-t-b (schreiben) zum Beispiel:
- כתב [kaˈtav] – schreiben
- התכתב [hitkaˈtev] – einander schreiben, im Briefwechsel stehen
- הכתיב [hixˈtiv] – zu schreiben geben, diktieren
- נכתב [nixˈtav] – geschrieben werden

#### Binjanim
Die Konjugationsmuster heißen Binjanim (בניינים, wörtlich „Gebäude“). Es gibt sieben Muster, von denen je drei aktive und passive Bedeutung haben; Hitpaʿel wird für reflexive Bedeutungen genutzt.
Alle Verben haben Vergangenheits-, Präsens- und Zukunftsformen. Andere Formen existieren nur für gewisse Binjanim, z. B. der Infinitiv (fünf Binjanim), der Imperativ (ebenfalls fünf Binjanim), Gerundium (fünf) und Partizip Perfekt (einer).
Verben im selben Binjan werden im Allgemeinen auf dieselbe Art konjugiert, mit kleinen Unterschieden für einige Verben, deren Wurzeln aus vier Konsonanten bestehen beziehungsweise Verben mit einer sogenannten hohlen Wurzel, deren zweiter Konsonant Wav oder Jod ist. Eine weitere größere Untergruppe sind die Verben, deren dritter Wurzelkonsonant ein He ist, Verben mit sogenannter schwacher Wurzel. Als schwache Wurzeln gelten viele Verben, deren erster Wurzelkonsonat He, Jod, Nun, Waw oder Lamed (seltener) ist. Diese verschiedenen Schemata heißen jeweils [gizˈrah] (גיזרה).
Als Paradigma und Bezeichnung der Binjanim wird nach arabischem Vorbild die Wurzel פ-ע-ל ([p-ʿ-l], tun, daher kommt auch das Wort פועל „Poʿal“ für Verb) im jeweiligen Stamm verwendet; er stimmt immer mit der dritten Person Singular maskulin des Perfekts überein.

##### Paʿal
Paʿal (פעל p-ʿ-l) ist der häufigste Binjan. Verben in diesem Binjan können transitiv und intransitiv sein, sind jedoch immer im Aktiv. Es gibt keine Verben mit viersilbigen Wurzeln in diesem Binjan. Weiter gibt es hier die meisten gizrot, da die erwähnten Verben mit schwachen oder hohlen Wurzeln in diesen Binjan gehören. Außerdem gehören die wenigen (ca. zehn) unregelmäßigen Verben in den Binjan Paʿal.
Verben aus dem Paʿal können ein Partizip Perfekt, ein Gerundium, Infinitiv und Imperativ bilden.

##### Nifʿal
Verben im Binjan Nifʿal (נפעל) sind immer intransitiv. Nifʿal ist das passive Gegenstück zum Paʿal. Es kann also aus jedem transitiven Verb im Paʿal durch Verwendung des Nifʿal ein passives Verb gemacht werden. Das ist jedoch nicht die häufigste Verwendung, da im modernen Hebräisch das Passiv vermieden wird.
Selbst wenn nicht ausdrückliches Passiv, haben die Verben im Nifʿal eine passive Bedeutung. Beispielsweise:
- הוא שבר את החלון - [hu ʃaˈvar et haxaˈlon] – Er zerbrach das Fenster
- החלון נשבר - [haxaˈlon niʃˈbar] – Das Fenster zerbrach.

Die Wurzel ש-ב-ר [ʃ-v-r] ist beiden Verben gleich. Verben mit dieser Doppeldeutigkeit der Bedeutung heißen ergative Verben.
Manchmal bedeuten Nifʿal-Verben Ähnliches wie ihre Gegenstücke aus dem Paʿal. So bedeuten פגש und נפגש beide sich treffen, aber Ersteres impliziert ein zufälliges, Letzteres ein geplantes Treffen.
Weiter gibt es auch Verben, die kein Paʿal-Gegenstück haben oder deren Gegenstück ungebräuchlich ist, beispielsweise:
- נדבק [nidˈbak] (kleben) häufig und דבק [daˈvak] (etwa festkleben) ungebräuchlich

Nifʿal-Verben können Infinitiv, Imperativ und Gerundium bilden.

##### Piʿel
Piʿel (פיעל)-Verben sind aktive und sowohl transitiv als auch intransitiv, obwohl die transitiven leicht überwiegen. Dieser Binjan zeichnet sich dadurch aus, dass der zweite Wurzelkonsonat als Geminate gesprochen wurde (wie noch heute im Italienischen oder Schwedischen bei doppelt geschriebenen Konsonanten), weshalb im Falle der Volakisierung der zweite Wurzelkonsonat mit Dagesch geschrieben wird. Die moderne Aussprache des Ivrit unterscheidet zwar grundsätzlich Geminaten nicht von ungeminierten Konsonanten, es sei den es handelt sich um die BeGaDKeFaT-Graphen Bejt, Kaf oder Peh, die als Geminate wie auch im Anlaut (auch am Silbenanfang nach geschlossener vorangegangener Silbe) anders ausgesprochen werden als ungeminiert intervokalisch oder im Endlaut stehend (nämlich Bejt = b/v, Kaf = k/x [ch-Laut] oder Peh = p/f). Einige gutturale Laute darstellende Buchstaben (ʾAleph, ʿAjin, Chet, He und Resch) wurden nicht geminiert und daher nie mit Dagesch geschrieben. Ein He am Wortende jedoch, das nicht stumm ist wie zumeist, sondern zu sprechen ist, wird dann mit einem Punkt, dem Mappiq, versehen, der im Druck wie ein Dagesch aussieht. Bei Wurzeln mit vier Konsonanten stehen statt Geminaten in der Mitte dann zweiter und dritter Wurzelkonsonat ohne Vokal dazwischen aneinander. Ebenso verhält es sich mit den dritten Wurzelkonsonanten in den Binjanim Puʿal und Hitpaʿel.
Die meisten Piʿel-Verben haben keine Paʿal-Entsprechung und umgekehrt, aber in den Fällen, in denen eine Wurzel in beiden Binyanim existiert, ist das Piʿel-Verb meist eine Intensivierung des Paʿal-Verbs. Beispiele:
- קיפץ [kiˈpet͡s] (springen) Steigerung zu קפץ [kaˈfat͡s] (hüpfen)
- שיבר [ʃiˈber] (zerschellen) Steigerung zu שבר [ʃaˈvar] (zerbrechen)

Andere Piʿel-Verben haben eine kausative Beziehung zum dazugehörigen Paʿal-Verb, vergleiche:
- לימד [liˈmed] (lehren) und למד [laˈmad] (lernen)

Es gibt auch Fälle, in denen ein Paʿal und ein Piʿel-Verb dieselbe Wurzel haben, ohne auch nur annähernd ähnliche Bedeutungen zu haben:
- פתח [paˈtax] (öffnen) und פיתח [piˈteax] (entwickeln)

Verben mit vier (oder selten mehr) Wurzelkonsonanten, teils Neologismen (geschaffen durch Einsatz von vier Buchstaben einer Abkürzung als Wurzelkonsonanten eines neuen Verbs; wie im Deutschen z. B. das vom Kürzel TÜV abgleitete Neuverb „tüven“ für ‚ein Fahrzeug vom TÜV prüfen lassen‘) oder oft entlehnt aus Fremdsprachen (dann teils unter im Hebräischen regelwidriger Wahrung der Lautung aus der Ausgangssprache), fallen meist in den Binjan Piʿel.
Beispiele:
- טילפן [tilˈfen] statt regelkonform [tilˈpen] (telefonieren)
- פיטרל [pitˈrel] (patrouillieren)
- פלירטט [flirˈtet] statt regelkonform [pilˈret] (flirten)
- שנירר [ʃniˈrer] statt regelkonform [ʃinˈrer] (schnorren)

Piʿel-Verben können Imperativ, Infinitiv und Gerundium bilden.

##### Puʿal
Puʿal (פועל) ist das passive Gegenstück zum Binjan Piʿel; ähnlich wie Paʿal und Nifʿal zueinander stehen. Anders als Nifʿal bezeichnet er jedoch ausschließlich passive Verben. Der Binjan Puʿal zeichnet sich dadurch aus, dass der dritte Wurzelkonsonat als Geminate gesprochen wurde (wie noch heute im Italienischen oder Schwedischen bei doppelt geschriebenen Konsonanten), was bei den BeGaDKeFaT-Graphen Bejt, Kaf oder Peh aber auch in moderner Aussprache des Ivrit einen Unterschied macht (sieh genauer unter Piʿel!). Der Puʿal wird wenig verwendet, außer dass einige Präsens-Partizipien des Puʿal häufig verwendete Adjektive bilden, z. B.:
- מבולבל [mɛ̝vulˈbal] (verwirrt) von בולבל [bulˈbal] (etwa verwirrt werden)
- מעוניין [mɛ̝unˈjan] (interessiert) von עוניין [unˈjan] (etwa interessant finden)

Dies gilt meistens dann auch für die entsprechenden Piʿel-Gegenstücke:
- מבלבל [mɛ̝valˈbel] (verwirrend) von בילבל [bilˈbel] (verwirren)
- מעניין [mɛ̝anˈjen] (interessant) von עיניין [inˈjen] (interessieren)

Puʿal-Verben haben weder Gerundium, noch Imperativ oder Infinitiv.

##### Hifʿil
Hifʿil-Verben (הפעיל) können transitiv und intransitiv sein, sind aber immer aktiv. Sie haben oft Gegenstücke in anderen Binjanim, zu denen sie eine kausative Beziehung haben, vergleiche:
- הכתיב [hixˈtiv] (schreiben lassen, diktieren) und כתב [kaˈtav] (schreiben)
- הדליק [hidˈlik] (ein Licht anmachen) und נדלק [nidˈlak] (angehen)

Natürlich gilt dies wieder nicht für alle Verben.
Hifʿil-Verben haben einen Imperativ, einen Infinitiv und ein Gerundium.

##### Hufʿal
Hufʿal (הופעל) ist das passive Gegenstück zu Hifʿil, ähnelt dabei stark dem Puʿal und wird auch ähnlich selten verwendet, mit Ausnahme einiger Präsens-Partizipien.
- מוכר [muˈkar] (bekannt), Partizip von הוכר [huˈkar], was Passiv zu הכיר [hiˈkir] (kennen (eine Person)) ist.

Hufʿal-Verben können keinen Imperativ, Infinitiv oder Gerundium bilden.

##### Hitpaʿel
Der Binjan Hitpaʿel zeichnet sich dadurch aus, dass der dritte Wurzelkonsonat als Geminate gesprochen wurde (wie noch heute im Italienischen oder Schwedischen bei doppelt geschriebenen Konsonanten), was bei den BeGaDKeFaT-Graphen Bejt, Kaf oder Peh aber auch in moderner Aussprache des Ivrit einen Unterschied macht (sieh genauer unter Piʿel!). Hitpaʿel-Verben (התפעל) sind grundsätzlich intransitiv und haben meist einen reflexiven oder reziproken Sinn, beispielsweise:
- התרחץ [hitraˈxet͡s] (sich waschen), reflexiv zu רחץ [raˈxat͡s] (waschen)
- התכתב [hitkaˈtev] (korrespondieren, gegenseitig sich schreiben, im Briefwechsel stehen), reziprok zu כתב [kaˈtav] (schreiben)

Weiterhin haben Hitpaʿel-Verben oft eine imperfektive Konnotation, das heißt, dass der Gebrauch eines Hitpaʿel-Verbs impliziert, dass die Handlung nicht abgeschlossen ist.
Natürlich gibt es wieder Fälle von Verben, die ganz normale intransitive Verben sind, auch wenn sie möglicherweise einem Verb aus einem anderen Binjan entsprechen.
- התנהג [hitnaˈheɡ] (sich benehmen) hat dieselbe Wurzel wie נהג [naˈhaɡ] (fahren), was an der Grundbedeutung „führen“ liegt.

Hitpaʿel-Verben können Infinitiv, Gerundium und Imperativ bilden.

#### Infinitiv
Die Rolle des Infinitivs ist im Hebräischen schwächer ausgeprägt als in vielen europäischen Sprachen. So können hebräische Modalverben gar keinen Infinitiv bilden. Der Infinitiv heißt auf Hebräisch שם הפועל schem hapoʿal, also eigentlich „Verbalnomen“, da diese Form als Kombination von Nomen und Verb angesehen wird (vgl. dazu entsprechend die deutschen Formen „das Essen“, „das Gehen“ usw.).
Ältere Wörterbücher sortieren Verben für gewöhnlich nach ihrer Wurzel, Neuere tendieren zur Sortierung nach Infinitiven, auch da am Infinitiv der Binjan erkennbar ist. Grundsätzlich wird zur Bildung des Infinitivs ein -ל vor den Stamm gesetzt, ähnlich wie im englischen to vor dem Infinitiv. Dabei ändert sich aber häufig die Vokalisierung (Siehe BeGaDKeFaT-Buchstaben).
- Paʿal: כתב [kaˈtav] ((er) schrieb) → לכתוב [lixˈtov] (schreiben)
- Paʿal hohle Wurzel: בא [ba] ((er) kam) → לבוא [laˈvo] (kommen)
- Paʿal schwache Wurzel: ראה [raˈa] ((er) sah) → לראות [liˈrʾot] (sehen)
- Piʿel: דיבר [diˈber] ((er) sprach) → לדבר [ledaˈber] (sprechen)
- Hifʿil: התחיל [hitˈxil] ((er) begann) → להתחיל [lehatˈxil] (anfangen)
- Hitpaʿel: התפלל [hitpaˈlel] ((er) betete) → להתפלל [lehitpaˈlel] (beten)
- Niʿfal: נפגש [nifˈgaʃ] ((er) traf) → להיפגש [lehipaˈgeʃ] (treffen)

#### Präsens
Das Althebräische kennt kein Präsens per se, nur ein Partizip Präsens, welches im Neuhebräischen als Präsens-Form verwendet wird. Das hebräische Präsens wird daher wie ein Adjektiv gebeugt und kennt auch nur vier Formen für männlich/weiblich; Singular/Plural:
| Binjan          | Wurzel | Singular  | Singular    | Plural     | Plural     | Bedeutung                  |
| Binjan          | Wurzel | maskulin  | feminin     | maskulin   | feminin    | Bedeutung                  |
| --------------- | ------ | --------- | ----------- | ---------- | ---------- | -------------------------- |
| Paʿal           | שׁמר    | שומר      | שׁוֹמרֶת       | שׁוֹמְרִים     | שׁוֹמְרוֹת     | bewachen                   |
| Paʿal           | ʃ-m-r  | ʃoˈmer    | ʃoˈmeret    | ʃomˈrim    | ʃomˈrot    | bewachen                   |
| Paʿal (hohl)    | גור    | גר        | גרה         | גרים       | גרות       | wohnen                     |
| Paʿal (hohl)    | g-u-r  | gar       | gaˈra       | gaˈrim     | gaˈrot     | wohnen                     |
| Paʿal (schwach) | רצה    | רוצֶה      | רוצָה        | רוצים      | רוצות      | wollen                     |
| Paʿal (schwach) | r-ts-h | roˈtse    | roˈtsa      | roˈtsim    | roˈtsot    | wollen                     |
| Piʿel           | גדל    | מְגַדֵּל      | מְגַדֶּלֶת       | מְגַדְּלִים     | מְגַדְּלוֹת     | großziehen                 |
| Piʿel           | g-d-l  | mɛ̝gaˈdel  | mɛ̝gaˈdelet  | mɛ̝gadˈlim  | mɛ̝gadˈlot  | großziehen                 |
| Hifʿil          | קטנ    | מַקְטִין     | מַקְטִינָה      | מַקְטִינִים    | מַקְטִינוֹת    | schrumpfen (etwas)         |
| Hifʿil          | k-t-n  | makˈtin   | maktiˈna    | maktiˈnam  | maktiˈnot  | schrumpfen (etwas)         |
| Hitpaʿel        | בטל    | מִתְבַּטֵּל     | מִתְבַּטלֶת      | מִתְבַּטְּלִים    | מִתְבַּטְּלוֹת    | abgesagt werden; faulenzen |
| Hitpaʿel        | b-t-l  | mitbaˈtel | mitbaˈtelet | mitbatˈlim | mitbatlot  | abgesagt werden; faulenzen |
| Hufʿal          | קטנ    | מוּקְטָן     | מוּקְטנֶת      | מוּקְטָנִים    | מוּקְטָנוֹת    | geschrumpft werden         |
| Hufʿal          | k-t-n  | mukˈtan   | mukˈtenet   | muktaˈnim  | muktaˈnot  | geschrumpft werden         |
| Puʿal           | גדל    | מְגוּדָּל     | מְגוּדלֶת      | מְגוּדָּלִים    | מְגוּדָּלוֹת    | großgezogen werden         |
| Puʿal           | g-d-l  | mɛ̝guˈdal  | mɛ̝guˈdelet  | mɛ̝gudaˈlim | mɛ̝gudaˈlot | großgezogen werden         |
| Nifʿal          | שׁמר    | נִשְׁמָר      | נִשְׁמרֶת       | נִשְׁמָרִים     | נִשְמָרוֹת     | bewacht werden             |
| Nifʿal          | ʃ-m-r  | niʃˈmar   | niʃˈmeret   | niʃmaˈrim  | niʃmaˈrot  | bewacht werden             |

#### Vergangenheit und Zukunft
Das Hebräische kennt zwei Zeiten: Vergangenheit (עבר, ʿavar) und Zukunft (עתיד, ʿatid).
| Binjan          | Wurzel | Singular  | Singular  | Singular    | Singular   | Singular    | Plural    | Plural       | Plural       | Plural      |
| Binjan          | Wurzel | 3. Person | 3. Person | 2. Person   | 2. Person  | 1. Person   | 3. Person | 2. Person    | 2. Person    | 1. Person   |
| Binjan          | Wurzel | maskulin  | feminin   | maskulin    | feminin    | 1. Person   | 3. Person | maskulin     | feminin      | 1. Person   |
| --------------- | ------ | --------- | --------- | ----------- | ---------- | ----------- | --------- | ------------ | ------------ | ----------- |
| Paʿal           | שׁמר    | שָׁמַר       | שָׁמְרָה      | שָׁמרְתָּ        | שָׁמַרְתְּ       | שָׁמרְתִּי       | שָֽׁמְרוּ      | שְׁמַרְתֶּם        | שְׁמַרְתֶּן        | שמרְנוּ       |
| Paʿal           | ʃ-m-r  | ʃaˈmar    | ʃamˈra    | ʃaˈmarta    | ʃaˈmart    | ʃaˈmarti    | ʃamˈru    | ʃmarˈtem     | ʃmarˈten     | ʃaˈmarnu    |
| Paʿal (hohl)    | גור    | גָּר        | גָּרָה       | גָּרְתָּ         | גָּרְתְּ        | גָּרְתִּי        | גָּרוּ       | גָּרְתֶּם         | גָּרְתֶּן         | גָּרְנוּ        |
| Paʿal (hohl)    | g-u-r  | gar       | ˈgara     | ˈgarta      | gart       | ˈgarti      | ˈgaru     | garˈtem      | garˈten      | ˈgarnu      |
| Paʿal (schwach) | רצה    | רָצָה       | רָצְתָה      | רָצִיתָ        | רָצִיתְ       | רָצִיתִי       | רָצוּ       | רְצִיתֶם        | רְצִיתֶן        | רָצִינוּ       |
| Paʿal (schwach) | r-ts-h | raˈtsa    | raˈtsta   | raˈtsita    | raˈtsit    | raˈtsiti    | raˈtsu    | retsiˈtem    | retsiˈten    | raˈtsinu    |
| Piʿel           | גדל    | גִּידֵּל      | גִּידְּלָה     | גִּידלְתָּ       | גִּידַּלְתְּ      | גִּידלְתִּי      | גִּידְּלוּ     | גִּידַּלְתֶּם       | גִּידַּלְתֶּן       | גִּידלְנוּ      |
| Piʿel           | g-d-l  | giˈdel    | gidˈla    | giˈdalta    | giˈdalt    | giˈdalti    | gidˈlu    | gidalˈtem    | gidalˈten    | giˈdalnu    |
| Hifʿil          | קטנ    | הִקְטִין     | הִקְטינָה    | הִקְטנְתָּ       | הִקְטַנְתְּ      | הִקְטנְתִּי      | הִקְטינוּ    | הִקְטַנְתֶּם       | הִקְטַנְתֶּן       | הִקְטנּוּ       |
| Hifʿil          | k-t-n  | hikˈtin   | hikˈtina  | hikˈtanta   | hikˈtant   | hikˈtanti   | hikˈtinu  | hiktanˈtem   | hiktanˈten   | hikˈtanu    |
| Hitpaʿel        | בטל    | הִתְבַּטֵּל     | הִתְבַּטְּלָה    | הִתְבַּטלְתָּ      | הִתְבַּטַּלְתְּ     | הִתְבַּטלְתִּי     | הִתְבַּטְּלוּ    | הִתְבַּטַּלְתֶּם      | הִתְבַּטַּלְתֶּן      | הִתְבַּטלְנוּ     |
| Hitpaʿel        | b-t-l  | hitbaˈtel | hitbatˈla | hitbaˈtalta | hitbaˈtalt | hitbaˈtalti | hitbatˈlu | hitbatalˈtem | hitbatalˈten | hitbaˈtalnu |
| Hufʿal          | קטנ    | הוּקְטַן     | הוּקְטְנָה    | הוּקְטנְתָּ      | הוּקְטַנְתְּ     | הוּקְטנְתִּי     | הוּקְטְנוּ    | הוּקְטַנְתֶּם      | הוּקְטַנְתֶּן      | הוּקְטַנּוּ      |
| Hufʿal          | k-t-n  | hukˈtan   | huktɛ̝ˈna  | hukˈtanta   | hukˈtant   | hukˈtanti   | huktɛ̝ˈnu  | huktanˈtem   | huktanˈten   | hukˈtanu    |
| Puʿal           | גדל    | גּוּדַּל      | גּוּדְּלָה     | גּוּדלְתָּ       | גּוּדַּלְתְּ      | גּוּדלְתִּי      | גּוּדְּלוּ     | גּוּדַּלְתֶּם       | גּוּדַּלְתֶּן       | גּוּדלְנוּ      |
| Puʿal           | g-d-l  | guˈdal    | gudˈla    | guˈdalta    | guˈdalt    | guˈdalti    | gudˈlu    | gudalˈtem    | gudalˈten    | guˈdalnu    |
| Nifʿal          | שׁמר    | נִשְׁמַר      | נִשְׁמְרָה     | נִשְׁמרְתָּ       | נִשְׁמַרְתְּ      | נִשְׁמרְתִּי      | נִשְׁמְרוּ     | נִשְׁמַרְתֶּם       | נִשְׁמַרְתֶּן       | נִשְׁמרְנוּ      |
| Nifʿal          | ʃ-m-r  | niʃˈmar   | niʃmɛ̝ˈra  | niʃˈmarta   | niʃˈmart   | niʃˈmarti   | niʃmɛ̝ˈru  | niʃmarˈtem   | niʃmarˈten   | niʃˈmarnu   |

| Binjan          | Wurzel | Singular  | Singular  | Singular  | Singular  | Singular  | Plural    | Plural      | Plural    | Plural      | Plural    |
| Binjan          | Wurzel | 3. Person | 3. Person | 2. Person | 2. Person | 1. Person | 3. Person | 3. Person   | 2. Person | 2. Person   | 1. Person |
| Binjan          | Wurzel | maskulin  | feminin   | maskulin  | feminin   | 1. Person | maskulin  | feminin     | maskulin  | feminin     | 1. Person |
| --------------- | ------ | --------- | --------- | --------- | --------- | --------- | --------- | ----------- | --------- | ----------- | --------- |
| Paʿal           | שׁמר    | יִשְׁמוֹר     | תִּשְׁמוֹר     | תִּשְׁמוֹר     | תִּשְׁמְרִי     | אֶשְׁמוֹר     | יִשְׁמְרוּ     | תִּשְׁמוֹרנָה     | תִּשְׁמְרוּ     | תִּשְׁמוֹרנָה     | נִשְׁמוֹר     |
| Paʿal           | ʃ-m-r  | jiʃˈmor   | tiʃˈmor   | tiʃˈmor   | tiʃmɛ̝ˈri  | eʃˈmor    | jiʃmɛ̝ˈru  | tiʃˈmorna   | tiʃmɛ̝ˈru  | tiʃˈmorna   | niʃˈmor   |
| Paʿal (hohl)    | גור    | יָגוּר      | תָּגוּר      | תָּגוּר      | תָּגוּרִי     | אָגוּר      | יָגוּרוּ     | תָּגוּרְנָה      | תָּגוּרוּ     | תָּגוּרְנָה      | נָגוּר      |
| Paʿal (hohl)    | g-u-r  | jaˈgur    | taˈgur    | taˈgur    | taˈguri   | agúr      | jaˈguru   | taˈgurna    | taˈguru   | taˈgurna    | naˈgur    |
| Paʿal (schwach) | רצה    | יִרְצֶה      | תִּרְצֶה      | תִּרְצֶה      | תִּרְצִי      | אֶרְצֶה      | יִרְצוּ      | תִּרְצֵנָה       | תִּרְצוּ      | תִּרְצֵנָה       | נִרְצֶה      |
| Paʿal (schwach) | r-ts-h | jirˈtse   | tirˈtse   | tirˈtse   | tirˈtsi   | erˈtse    | jirˈtsu   | tirˈtsena   | tirˈtsu   | tirˈtsena   | nirˈtse   |
| Piʿel           | גדל    | יְגַדֵּל      | תְּגַדֵּל      | תְּגַדֵּל      | תְּגַדְּלִי     | אֲגַדֵּל      | יְגַדְּלוּ     | תִּגְדַּ֫לְנָה      | תְּגַדְּלוּ     | תִּגְדַּ֫לְנָה      | נְגַדֵּל      |
| Piʿel           | g-d-l  | jɛ̝gaˈdel  | tɛ̝gaˈdel  | tɛ̝gaˈdel  | tɛ̝gadˈli  | agaˈdel   | jɛ̝gadˈlu  | tigˈdalna   | tɛ̝gadˈlu  | tigˈdalna   | nɛ̝gaˈdel  |
| Hifʿil          | קטנ    | יַקְטִין     | תַּקְטִין     | תַּקְטִין     | תַּקְטינִי    | אַקְטִין     | יַקְטינוּ    | תַּקְטינָה      | תַּקְטינוּ    | תַּקְטינָה      | נַקְטִין     |
| Hifʿil          | k-t-n  | jakˈtin   | takˈtin   | takˈtin   | takˈtini  | akˈtin    | jakˈtinu  | takˈtejna   | takˈtinu  | takˈtejna   | nakˈtin   |
| Hitpaʿel        | בטל    | יִתְבַּטֵּל     | תִּתְבַּטֵּל     | תִּתְבַּטֵּל     | תִּתְבַּטְּלִי    | אֶתְבַּטֵּל     | יִתְבַּטְּלוּ    | תִּתְבַּטלְנָה     | תִּתְבַּטְּלוּ    | תִּתְבַּטלְנָה     | נִתְבַּטֵּל     |
| Hitpaʿel        | b-t-l  | jitbaˈtel | titbaˈtel | titbaˈtel | titbatˈli | etbaˈtel  | jitbatˈlu | titbaˈtelna | titbatˈlu | titbaˈtelna | nitbaˈtel |
| Hufʿal          | קטנ    | יוּקְטַן     | תּוּקְטַן     | תּוּקְטַן     | תּוּקְטְנִי    | אוּקְטַן     | יוּקְטְנוּ    | תּוּקְטנָּה      | תּוּקְטְנוּ    | תּוּקְטנָּה      | נוּקְטַן     |
| Hufʿal          | k-t-n  | jukˈtan   | tukˈtan   | tukˈtan   | tuktɛ̝ˈni  | ukˈtan    | juktɛ̝ˈnu  | tukˈtana    | tuktɛ̝ˈna  | tukˈtana    | nukˈtan   |
| Puʿal           | גדל    | יְגוּדַּל     | תְּגוּדַּל     | תְּגוּדַּל     | תְּגוּדְּלִי    | אֲגוּדַּל     | יְגוּדְּלוּ    | תְּגוּדלְנָה     | תְּגוּדְּלוּ    | תְּגוּדלְנָה     | נְגוּדַּל     |
| Puʿal           | g-d-l  | jɛ̝guˈdal  | tɛ̝guˈdal  | tɛ̝guˈdal  | tɛ̝gudˈli  | aguˈdal   | jɛ̝gudˈlu  | tɛ̝guˈdalna  | tɛ̝gudˈlu  | tɛ̝guˈdalna  | nɛ̝guˈdal  |
| Nifʿal          | שׁמר    | יִשָּׁמֵר      | תִּשָּׁמֵר      | תִּשָּׁמֵר      | תִּשָּׁמְרִי     | אֶשָּׁמֵר      | יִשָּׁמְרוּ     | תִּשַּׁמרְנָה      | תִּשָּׁמְרוּ     | תִּשַּׁמרְנָה      | נִשָּׁמֵר      |
| Nifʿal          | ʃ-m-r  | jiʃaˈmer  | tiʃaˈmer  | tiʃaˈmer  | tiʃamˈri  | eʃaˈmer   | jiʃamˈru  | tiʃamrɛ̝ˈna  | tiʃamˈru  | tiʃamrɛ̝ˈna  | niʃaˈmer  |

Anmerkung: Die weiblichen Formen der zweiten und dritten Person Plural werden heute üblicherweise durch die männlichen Formen dieser Personen ersetzt.

#### Imperativ
Der Imperativ wird ausgehend vom Futur gebildet. Hierzu wird von der Form der zweiten Person Singular das t weggelassen und, wenn nötig, eine weibliche oder Pluralendung angehängt. Beispiel:
- לבוא [laˈvo] (hohle Wurzel: b-o-ʾ; kommen)
  - 2. Singular, m.: תבוא [taˈvo] (du wirst kommen) zu בוא [bo] (komm!)
  - 2. Singular, f.: תבואי [tavoˈi] (du wirst kommen) zu בואי [boˈi] (komm!)
  - 2. Plural: תבואו [tavoˈu] (ihr werdet kommen) zu בואו [boˈu] (kommt!)

Ausnahme hierfür sind hitpaʿel-Verben. Hier wird für den Imperativ das vorangestellte 'ת' der Futurform durch ein 'ה' ersetzt.
In der Umgangssprache kann statt des Imperativs auch die vollständige Futurform als Aufforderung verwendet werden. Dies kann als Konjunktiv übersetzt werden („könntest du kommen“ statt „komm!“). Die höfliche Aufforderung besteht aus dem Imperativ plus bitte (hebräisch בבקשה).
Der negative Imperativ unterscheidet sich in der Form. Hier wird die vollständige zweite Person Plural des Futurs verwendet und davor das Wort [al] אל gestellt:
- לבוא [laˈvo] (kommen)
  - 2. Singular, m.: תבוא [taˈvo] (du wirst kommen) zu אל תבוא [al taˈvo] (komm nicht!)
  - 2. Singular, f.: תבואי [tavoˈi] (du wirst kommen) zu אל תבואי [al tavoˈi] (komm nicht!)
  - 2. Plural: תבואו [tavoˈu] (ihr werdet kommen) zu אל תבואו [al tavoˈu] (kommt nicht!)

Für eine Aufforderung in der ersten Person Plural („Lasst uns…“) wird zumindest in der Umgangssprache der Plural-Imperativ von לבוא (kommen), also בואו, verwendet plus das eigentliche Verb in der ersten Person Plural des Futurs:
- „בואו נלך“ [boˈu nelex] heißt „Lasst uns gehen“ (wörtl. „kommt, wir werden gehen“)

Die Negation dessen („Lasst uns nicht…“) bildet man durch die Einfügung von „לא“ zwischen das Hilfsverb „בואו“ und das Hauptverb:
- „בואו לא נלך“ [boˈu lo nelex] heißt „Lasst uns nicht gehen“.

#### Passivpartizip
Es gibt nur zu einem der Binjanim, nämlich Paʿal, ein Passivpartizip. Dieses wird meistens als Adjektiv verwendet.
- כתב [kaˈtav] schreiben; כתוב [kaˈtuv] geschrieben

#### Gerundium
Gerundia können im Hebräischen ausschließlich als Substantive verwendet werden und sind eigentlich eine Möglichkeit, Substantivierungen zu bilden. Sie werden nach folgenden Schemata gebildet:
- Paʿal: שמר [ʃaˈmar] (bewachen) → שמירה [ʃmiˈra] (Bewachung – ins Deutsche als „Schmiere stehen“ übernommen)
- Paʿal hohle Wurzel: שב [ʃav] (zurückkehren) → שיבה [ʃiˈva] (Rückkehr)
- Paʿal schwache Wurzel: שתה [ʃaˈta] (trinken) → שתייה [ʃtiˈja] (Getränk)
- Nifʿal: נכנס [nixˈnas] (eintreten) → היכנסות [hikanˈsut] (Eintritt)
- Piʿel: ביקר [biˈker] (besuchen) → ביקור [biˈkur] (Besuch)
- Hifʿil: הפתיע [hif'tia] (überraschen) → הפתעה [haftaˈa] (Überraschung)
- Hitpaʿel: התחמם [hitxaˈmem] (erwärmen) → התחממות [hitxameˈmut] (das Erwärmen)

### Pronomina
Das Hebräische unterscheidet sowohl in der 2. als auch in der 3. Person nach Genus/Sexus. Ein Überblick:
| 1 |          | אני [aˈni] | אנחנו [aˈnaxnu] |
| 2 | maskulin | אתה [aˈta] | אתם [aˈtem]     |
| 2 | feminin  | את [at]    | אתן [aˈten]     |
| 3 | maskulin | הוא [hu]   | הם [hem]        |
| 3 | feminin  | היא [hi]   | הן [hen]        |

Im Plural wird auf genus- oder sexusgemischte Gruppen mit den maskulinen Formen referiert.

#### Deklination der Personalpronomina
Personalpronomina werden mittels Präfixen dekliniert. Ein Überblick über die wichtigsten Kasus:
| Ivrit: Kasusformen der Personalpronomina | Ivrit: Kasusformen der Personalpronomina | Ivrit: Kasusformen der Personalpronomina | Ivrit: Kasusformen der Personalpronomina | Ivrit: Kasusformen der Personalpronomina | Ivrit: Kasusformen der Personalpronomina | Ivrit: Kasusformen der Personalpronomina | Ivrit: Kasusformen der Personalpronomina | Ivrit: Kasusformen der Personalpronomina |
|                                          |                                          |                                          | Nominativ                                | Dativ                                    | Akkusativ                                | Inessiv                                  | Ablativ                                  | Komitativ                                |
| ---------------------------------------- | ---------------------------------------- | ---------------------------------------- | ---------------------------------------- | ---------------------------------------- | ---------------------------------------- | ---------------------------------------- | ---------------------------------------- | ---------------------------------------- |
| Singular                                 | 1                                        | 1                                        | אני [aˈni]                               | לי [li]                                  | אותי [o'ti]                              | בי [bi]                                  | ממני [mime'ni]                           | אתי [i'ti]                               |
| Singular                                 | 2                                        | m                                        | אתה [aˈta]                               | לך [lɛ̝'xa]                               | אותך [ot'xa]                             | בך [b(ɛ̝)xa]                              | מנך [min'xa]                             | אתך [it'xa]                              |
| Singular                                 | 2                                        | f                                        | את [at]                                  | לך [lax]                                 | אותך [oˈtax]                             | בך [bax]                                 | מנך [miˈnex]                             | אתך [i'tax]                              |
| Singular                                 | 3                                        | m                                        | הוא [hu]                                 | לו [lo]                                  | אותו [oˈto]                              | בו [bo]                                  | ממנו [miˈmeno]                           | אתו [i'to]                               |
| Singular                                 | 3                                        | f                                        | היא [hi]                                 | לה [la]                                  | אותה [oˈta]                              | בה [ba]                                  | ממנה [miˈmena]                           | אתה [iˈta]                               |
| Plural                                   | 1                                        | 1                                        | אנחנו [aˈnaxnu]                          | לנו [ˈlanu]                              | אותנו [oˈtanu]                           | בנו [ˈbanu]                              | ממנו [miˈmenu]                           | אתנו [iˈtanu]                            |
| Plural                                   | 2                                        | m                                        | אתם [aˈtem]                              | לכם [la'xem]                             | אתכם [etˈxem]                            | בכם [baˈxem]                             | מכם [miˈkem]                             | אתכם [itˈxem]                            |
| Plural                                   | 2                                        | f                                        | אתן [aˈten]                              | לכן [laˈxen]                             | אתכן [etˈxen]                            | בכן [baˈxen]                             | מכן [miˈken]                             | אתכן [itˈxen]                            |
| Plural                                   | 3                                        | m                                        | הם [hem]                                 | להם [laˈhem]                             | אותם [oˈtam]                             | בהם [baˈhem]                             | מהם [meˈhem]                             | אתם [iˈtam]                              |
| Plural                                   | 3                                        | f                                        | הן [hen]                                 | להן [laˈhen]                             | אותן [oˈtan]                             | בהן [baˈhen]                             | מהן [meˈhen]                             | אתן [iˈtan]                              |

Possessivpronomina existieren entweder als eigene Wörter, entstehend aus der Kombination mit der Präposition [ʃel] „של“ (siehe dort) oder sie verschmelzen direkt mit dem Nomen (siehe Besitz).

#### Possessiva
Gewisse Nomina werden im Hebräischen mit den possessiven Personalendungen klitisch verbunden; Diese dienen:

1) in der Schriftsprache zur Anzeige von Besitzverhältnissen

2) zur Bildung von adverbialen Nominalphrasen (vgl. dt. meinetwegen usw.).

Als Beispiel für (1) diene das Wort מכתב [mixˈtav] „Brief“, als Beispiel für (2) diene [bigˈlal] בגלל: „wegen“:
| Ivrit: Kasusformen der Personalpronomina | Ivrit: Kasusformen der Personalpronomina | Ivrit: Kasusformen der Personalpronomina | Ivrit: Kasusformen der Personalpronomina | Ivrit: Kasusformen der Personalpronomina | Ivrit: Kasusformen der Personalpronomina | Ivrit: Kasusformen der Personalpronomina | Ivrit: Kasusformen der Personalpronomina | Ivrit: Kasusformen der Personalpronomina | Ivrit: Kasusformen der Personalpronomina |
| Person                                   | Person                                   | Person                                   | Endung                                   | Beispiel 1                               | Umschrift                                | Übersetzung                              | Beispiel 2                               | Umschrift                                | Übersetzung                              |
| ---------------------------------------- | ---------------------------------------- | ---------------------------------------- | ---------------------------------------- | ---------------------------------------- | ---------------------------------------- | ---------------------------------------- | ---------------------------------------- | ---------------------------------------- | ---------------------------------------- |
| Singular                                 | 1                                        | 1                                        | {-i}                                     | מכתבי                                    | [mixtaˈvi]                               | mein Brief                               | בגללי                                    | [biglaˈli]                               | meinetwegen                              |
| Singular                                 | 2                                        | m                                        | {-xa}                                    | מכתבך                                    | [mixtavˈxa]                              | dein Brief                               | בגללך                                    | [biglalˈxa]                              | deinetwegen                              |
| Singular                                 | 2                                        | f                                        | {-ex}                                    | מכתוך                                    | [mixtaˈvex]                              | dein Brief                               | בגללך                                    | [biglaˈlex]                              | deinetwegen                              |
| Singular                                 | 3                                        | m                                        | {-o}                                     | מכתבו                                    | [mixtaˈvo]                               | sein Brief                               | בגללו                                    | [biglaˈlo]                               | seinetwegen                              |
| Singular                                 | 3                                        | f                                        | {-a}                                     | מכתבה                                    | [mixtaˈva]                               | ihr Brief                                | בגללה                                    | [biglaˈla]                               | ihretwegen                               |
| Plural                                   | 1                                        | 1                                        | {-enu}                                   | מכתבנו                                   | [mixtaˈvenu]                             | unser Brief                              | בגללנו                                   | [biglaˈlenu]                             | unsretwegen                              |
| Plural                                   | 2                                        | m                                        | {-xem}                                   | מכתבכם                                   | [mixtavˈxem]                             | euer Brief                               | בגללכם                                   | [biglalˈxem]                             | euretwegen                               |
| Plural                                   | 2                                        | f                                        | {-xen}                                   | מכתבכן                                   | [mixtavˈxen]                             | euer Brief                               | בגללכן                                   | [biglalˈxen]                             | euretwegen                               |
| Plural                                   | 3                                        | m                                        | {-am}                                    | מכתבם                                    | [mixtaˈvam]                              | ihr Brief                                | בגללם                                    | [biglaˈlam]                              | ihretwegen                               |
| Plural                                   | 3                                        | f                                        | {-an}                                    | מכתבן                                    | [mixtaˈvan]                              | ihr Brief                                | בגללן                                    | [biglaˈlan]                              | ihretwegen                               |

Einige der wichtigsten Präpositionen:
- [al] על: Meistens in der Bedeutung „auf“, „zu“, Deklination ab עלי
- [el] אל: „in Richtung auf“, „nach“, „zu“, Deklination ab אלי (also אליך ,אלי etc.)
- [ʃel] של: „von“, „jdm zugehörig“, wichtig für die Bildung der Possessivpronomina

Für Präfixe gilt Ähnliches wie für Präpositionen. Sie werden darüber hinaus mit jedem folgenden Substantiv verbunden und können unter Umständen dessen Vokalisierung ändern. Da die Präfixe den neuen Wortanfang bilden, werden ohne diese an sich anlautverhärtete Initialen der Substantive soweit im Hebräischen aussprachlich unterschieden (BeGaDKeFaT-Buchstaben) aspirantisiert, also b→v, k→x (ch-Laut) und p→f. Nicht jedoch beim Präfix [mi], denn dies kommt von min, dessen End-n (Nun) durch Assimilation an die Initiale des folgenden Substantivs verschwindet und diese erhärtet.
Die wichtigsten Präfixe
- [kɛ̝] -כ: meistens in der Bedeutung „wie“
- [lɛ̝] (bei folgender tonloser Initiale [li]) -ל: meistens in der Bedeutung „nach/zu/für“
- [mi] (bei folgender nichtgeminierbarer Initiale [me]) -מ: meistens in der Bedeutung „von“ (herkommend), Deklination unregelmäßig

### Zahlwörter

#### Kardinalzahlen
Mit Ausnahme der Vielfachen von zehn haben hebräische Zahlwörter immer eine männliche und eine weibliche Form. Hierbei ist auffällig, dass die männlichen Zahlwörter typischerweise eine weibliche Endung [a] ה- aufweisen. Zahlwörter werden vor das Nomen gestellt, auf das sie sich beziehen, mit Ausnahme der Eins und werden im Genus dem Nomen angeglichen. Zum Abzählen werden die (kürzeren) weiblichen Zahlwörter verwendet. Die Wörter שתיים [ˈʃtaim] und שניים [ˈʃnaim] (zwei) haben, wenn sie vor einem Nomen stehen, die Sonderformen שתיי [ʃtej] und שניי [ʃnej].
Zwischen elf und zwanzig wird die Einerzahl der Zehnerzahl vorangestellt; ab zwanzig wird die Zehnerzahl vorangestellt und die Einerzahl mit und (-ו, [vɛ̝] bzw. [u]) verbunden.
Eine Übersicht:
| Zahl | f        | m         | Zahl | f               | m               | Zahl | f                 | m                  | Zahl       |                     | Zahl          |                               |
| ---- | -------- | --------- | ---- | --------------- | --------------- | ---- | ----------------- | ------------------ | ---------- | ------------------- | ------------- | ----------------------------- |
| 1    | אחת      | אחד       | 11   | אחת-עשרה        | אחד-עשר         | 21   | עשרים-ואחת        | עשרים-ואחד         | 30         | שלושים              | 40            | ארבעים                        |
| 1    | [a'xat]  | [eˈxad]   | 11   | [aˈxat esˈre]   | [aˈxad aˈsar]   | 21   | [esˈrim vɛ̝aˈxat]  | [esˈrim vɛ̝aˈxad]   | 30         | [ʃloˈʃim]           | 40            | [arbaˈim]                     |
| 2    | שתיים    | שניים     | 12   | שתים-עשרה       | שנים-עשר        | 22   | עשרים-ושתיים      | עשרים-ושניים       | 50         | חמישים              | 60            | שישים                         |
| 2    | [ˈʃtaim] | [ˈʃnaim]  | 12   | [ʃte(j)m esˈre] | [ʃne(j)m aˈsar] | 22   | [esˈrim uʃˈtaim]  | [esˈrim uʃˈnaim]   | 50         | [xamiˈʃim]          | 60            | [ʃi'ʃim]                      |
| 3    | שלוש     | שלושה     | 13   | שלוש-עשרה       | שלושה-עשר       | 23   | עשרים-ושלוש       | עשרים-ושלושה       | 70         | שבעים               | 80            | שמונים                        |
| 3    | [ʃaˈloʃ] | [ʃloˈʃa]  | 13   | [ʃloʃ esˈre]    | [ʃloʃa aˈsar]   | 23   | [esˈrim veʃaˈloʃ] | [esˈrim uʃloˈʃa]   | 70         | [ʃviˈim]            | 80            | [ʃmoˈnim]                     |
| 4    | ארבע     | ארבעה     | 14   | ארבע-עשרה       | ארבעה-עשר       | 24   | עשרים-וארבע       | עשרים-וארבעה       | 90         | תשעים               | 100           | מאה                           |
| 4    | [arbaʿ]  | [arbaˈa]  | 14   | [arbaʾ esˈre]   | [arbaˈa aˈsar]  | 24   | [esˈrim vɛ̝arbaʿ]  | [esˈrim vɛ̝arbaʿa]  | 90         | [tiʃˈim]            | 100           | [ˈmeʾa]                       |
| 5    | חמש      | חמישה     | 15   | חמש-עשרה        | חמישה-עשר       | 25   | עשרים-וחמש        | עשרים-וחמישה       | 120        | מאה-ועשרים          | 200           | מאתיים                        |
| 5    | [xaˈmeʃ] | [xamiˈʃa] | 15   | [xaˈmeʃ esˈre]  | [xamiˈʃa aˈsar] | 25   | [esˈrim vɛ̝xaˈmeʃ] | [esˈrim vɛ̝xamiˈʃa] | 120        | [ˈmeʾa vɛ̝esˈrim]    | 200           | [mataˈjim]                    |
| 6    | שש       | שישה      | 16   | שש-עשרה         | שישה-עשר        | 26   | עשרים-ושש         | עשרים-ושישה        | 300        | שלוש מאות           | 456           | ארבע מאות חמישים-ושש          |
| 6    | [ʃeʃ]    | [ʃiˈʃa]   | 16   | [ʃeʃ esˈre]     | [ʃiˈʃa aˈsar]   | 26   | [esˈrim vɛ̝ˈʃeʃ]   | [esˈrim vɛ̝ʃiˈʃa]   | 300        | [ʃloˈʃa mɛ̝ˈot]      | 456           | [arˈba mɛ̝ˈot xamiˈʃim vɛ̝ˈʃeʃ] |
| 7    | שבע      | שבעה      | 17   | שבע-עשרה        | שבעה-עשר        | 27   | עשרים-ושבע        | עשרים-ושבעה        | 1000       | אלף                 | 2000          | אלפיים                        |
| 7    | [ʃevaʿ]  | [ʃivˈa]   | 17   | [ʃvaʿ esˈre]    | [ʃivˈa aˈsar]   | 27   | [esˈrim vɛ̝ˈʃevaʿ] | [esˈrim vɛ̝ʃivˈa]   | 1000       | [ˈelef]             | 2000          | [alˈpajim]                    |
| 8    | שמונה    | שמונה     | 18   | שמונה-עשרה      | שמונה-עשר       | 28   | עשרים-ושמונה      | עשרים-ושמונה       | 3000       | שלושת אלפים         | 10000         | עשרת אלפים                    |
| 8    | [ʃmoˈne] | [ʃmoˈna]  | 18   | [ʃmoˈne esˈre]  | [ʃmoˈna aˈsar]  | 28   | [esˈrim uʃmoˈne]  | [esˈrim uʃmoˈna]   | 3000       | [ˈʃloʃet alaˈfim]   | 10000         | [aˈseret alaˈfim]             |
| 9    | תשע      | תשעה      | 19   | תשע-עשרה        | תשעה-עשר        | 29   | עשרים-ותשע        | עשרים-ותשעה        | 100000     | מאה אלפים           | 1000000       | מיליון                        |
| 9    | [teʃaʿ]  | [tiʃˈa]   | 19   | [teʃaʿ esˈre]   | [tiʃˈa aˈsar]   | 29   | [esˈrim vɛ̝ˈteʃaʿ] | [esˈrim vɛ̝tiʃˈa]   | 100000     | [ˈmɛ̝ʾa alaˈfim]     | 1000000       | [miliˈjon]                    |
| 10   | עשר      | עשרה      | 20   | עשרים           | עשרים           | 30   | שלושים            | שלושים             | 1000000000 | ביליון, מיליארד     | 1000000000000 | טריליון                       |
| 10   | [ˈeser]  | [ˈasara]  | 20   | [esˈrim]        | [esˈrim]        | 30   | [ʃloˈʃim]         | [ʃloˈʃim]          | 1000000000 | [bilˈjon, milˈjard] | 1000000000000 | [trilˈjon]                    |

#### Ordinalzahlen
Die Grundformen der Ordinalzahlen werden bis zur zehn gebildet, indem bei der männlichen Form ein -i an die Kardinalzahl gehängt wird, bei der weiblichen Form ein -it.
Die Vokale im Inneren des Zahlwortes werden an das i angeglichen. Für den Plural wird an die männliche Form ein -m angehängt, bei der weiblichen Form wird das t am Wortende durch -ot ersetzt.
Ausnahmen: Das Wort ראשון [riˈʃon] (Erster) leitet sich von ראש [roʃ] (Kopf, Anfang) ab. Die Bildung der femininen Kardinalzahlen „die Erste“ und „die Zweite“ erfolgt mit der Endung -a. Bei רביעי [rɛ̝viˈi] (Vierter) fällt das א der Kardinalzahl ארבע [arba’] weg.
Ab 11 werden die Ordinalzahlen gebildet, indem vor die entsprechende Kardinalzahl in der weiblichen oder männlichen Form der bestimmte Artikel ה gesetzt wird.
Die Ordinalzahlen von 1 bis 10:
| Kardinalzahl | f           | m           | Ordinalzahl | f          | m         | Ordinalzahl-Plural | f            | m          |
| ------------ | ----------- | ----------- | ----------- | ---------- | --------- | ------------------ | ------------ | ---------- |
| 1            | אחת         | אחד         | 1.          | ראשונה     | ראשון     | die Ersten         | ראשונות      | ראשונים    |
| 1            | [aˈxat]     | [eˈxad]     | 1.          | [riʃoˈna]  | [riˈʃon]  | die Ersten         | [riʃoˈnot]   | [riʃoˈnim] |
| 2            | שתיים       | שניים       | 2.          | שנייה      | שני       | die Zweiten        | שניות        | שניים      |
| 2            | [ˈʃta(j)im] | [ˈʃna(j)im] | 2.          | [ʃniˈja]   | [ʃɛ̝ˈni]   | die Zweiten        | [ʃnˈjot]     | [ʃniˈjim]  |
| 3            | שלוש        | שלושה       | 3.          | שלישית     | שלישי     | die Dritten        | שלישיות      | שלישים     |
| 3            | [ʃaˈloʃ]    | [ʃloˈʃa]    | 3.          | [ʃliˈʃit]  | [ʃliˈʃi]  | die Dritten        | [ʃliʃiˈjot]  | [ʃliˈʃim]  |
| 4            | ארבע        | ארבעה       | 4.          | רביעית     | רביעי     | die Vierten        | רביעיות      | רביעים     |
| 4            | [arbaʿ]     | [arbaˈa]    | 4.          | [rɛ̝viˈit]  | [rɛ̝viˈi]  | die Vierten        | [rɛ̝viʿiˈjot] | [rɛ̝viˈim]  |
| 5            | חמש         | חמישה       | 5.          | חמישית     | חמישי     | die Fünften        | חמישיות      | חמישים     |
| 5            | [xaˈmeʃ]    | [xamiˈʃa]   | 5.          | [xamiˈʃit] | [xamiˈʃi] | die Fünften        | [xamiʃiˈjot] | [xamiˈʃim] |
| 6            | שש          | שישה        | 6.          | שישית      | שישי      | die Sechsten       | שישיות       | שישים      |
| 6            | [ʃeʃ]       | [ʃiˈʃa]     | 6.          | [ʃiˈʃit]   | [ʃiˈʃi]   | die Sechsten       | [ʃiʃiˈjot]   | [ʃiˈʃim]   |
| 7            | שבע         | שבעה        | 7.          | שביעית     | שביעי     | die Siebten        | שביעיות      | שביעים     |
| 7            | [ʃevaʿ]     | [ʃivˈa]     | 7.          | [ʃviˈit]   | [ʃviˈi]   | die Siebten        | [ʃviʿiˈjot]  | [ʃviˈim]   |
| 8            | שמונה       | שמונה       | 8.          | שמינית     | שמיני     | die Achten         | שמיניות      | שמינים     |
| 8            | [ʃmoˈne]    | [ʃmoˈna]    | 8.          | [ʃmiˈnit]  | [ʃmiˈni]  | die Achten         | [ʃminiˈjot]  | [ʃmiˈnim]  |
| 9            | תשע         | תשעה        | 9.          | תשיעית     | תשיעי     | die Neunten        | תשיעיות      | תשיעים     |
| 9            | [teʃaʿ]     | [tiʃˈa]     | 9.          | [tʃiˈit]   | [tʃiˈi]   | die Neunten        | [tʃiʿiˈjot]  | [tʃiˈim]   |
| 10           | עשר         | עשרה        | 10.         | עשירית     | עשירי     | die Zehnten        | עשיריות      | עשירים     |
| 10           | [ˈʿeser]    | [ˈʿasara]   | 10.         | [ʿasiˈrit] | [ʿasiˈri] | die Zehnten        | [ʿasiriˈjot] | [ʿasiˈrim] |

### Syntax

#### Satzreihenfolge
Grundsätzlich gibt es im Hebräischen die Satzreihenfolge: Subjekt-Prädikat-Objekt. Es gibt jedoch Ausnahmen:
- Da die ursprüngliche Satzreihenfolge des Hebräischen Prädikat-Subjekt-Objekt war, wird eine Verwendung dieser Satzreihenfolge als archaisch empfunden und kann zu diesem Zweck verwendet werden.
- Objekte können zur Betonung an den Satzanfang gerückt werden, wenn sie eindeutig als Objekte gekennzeichnet sind.
- Personalpronomina können weggelassen werden, ähnlich wie im Spanischen, wenn der Bezug eines Satzes eindeutig ist.
- Ein Subjekt kann am Ende des Satzes stehen oder wiederholt werden, um es zu betonen.
- In Sätzen, in denen die Kopula sein (siehe unten) entfällt, wird das Subjekt mit einem Personalpronomen wiederholt, um Bezüge deutlich zu machen. Beispiel:

השער הוא חמשה שקלים לאירו - [haʃaˈar hu xamiˈʃa ʃkaˈlim lɛ̝ˈejro] – Der Wechselkurs (er) ist fünf Schekel für einen Euro.

#### Objekte
Im Hebräischen werden Objekte meistens durch Präpositionen oder Präfixe gekennzeichnet; Fälle per se existieren nicht. Präpositionen und Präfixe werden mit den Personalpronomen zusammengezogen, siehe das Kapitel über Präpositionen und Präfixe.

##### Direktes Objekt
Direkte Objekte sind am ehesten mit deutschen Akkusativobjekten zu vergleichen. Das muss jedoch nicht immer gelten. Im Hebräischen wird unterschieden, ob das direkte Objekt bestimmt (also mit bestimmtem Artikel) oder unbestimmt ist:
- אני רואה איש – [aˈni roˈe iʃ] – Ich sehe einen Mann

In diesem Fall folgt das direkte Objekt direkt auf das Verb
- אני רואה את האיש - [aˈni roˈe et haˈiʃ] – Ich sehe den Mann

Hier wird außer dem bestimmten Artikel –ה auch noch die Präposition [et] benötigt.

##### Indirektes Objekt
Als indirekt werden alle Objekte bezeichnet, die von einer anderen Präposition als et eingeleitet werden, z. B.
נזכרתי בזה – [nizˈkarti bɛ̝ˈze] – Ich erinnere mich daran: Präfix –ב [bɛ̝](/[bi] bei tonloser Initiale der folgenden Basis)
אמרתי ליורם – [aˈmarti lɛ̝ˈyoram] – Ich sagte zu Joram: Präfix –ל [lɛ̝](/[li] bei tonloser Initiale der Basis)
אתה מדבר על העבודה – [aˈta mɛ̝daˈber al haʿavoˈda]- Du redest über die Arbeit: Präposition על [al]
אנחנו הולכים אל דוד – [aˈnaxnu hol'chim el ˈdavid] – Wir gehen zu David: Präposition אל [el]

#### Nebensätze
Das Hebräische besitzt keine große Anzahl an Konjunktionen; die meisten Nebensätze beginnen mit der Konjunktion –ש [ʃe-], die sowohl „dass“ als auch ein Relativpronomen sein kann. Nebensätze behalten die ursprüngliche Wortreihenfolge S-V-O bei. Die meisten Konjunktionen sind Präfixe und werden direkt mit dem folgenden Wort verbunden.
Einige unterordnende Konjunktionen:
- -ש [ʃe-]: dass, Relativpronomen
- מפני ש-/כי [ki /mipˈnei ʃe-]: weil/denn
- לכן [laˈxen] : deshalb, darum
- אם [im] : falls
- -כאשר /כש [kaˈʃer /kʃe-] : als, während, wenn

#### Die Kopulaseinundhaben
Die Verben sein und haben sind im Hebräischen defektiv, das heißt, sie enthalten nicht alle Formen.
Das Verb sein, auf Hebräisch „להיות“ [lihˈjot], hat keine Präsensformen. Die Vergangenheits- und Zukunftsformen werden aber analog zum Deutschen verwendet. Beispiel:
- התפוח אדום - [hataˈpuax aˈdom] – Der Apfel (ist) rot.
- התפוח היה אדום - [hataˈpuax haˈja aˈdom] – Der Apfel war rot.
- התפוח יהיה אדום - [hataˈpuax jihˈje aˈdom] – Der Apfel wird rot sein.

Das Verb „haben“ hat keinen Infinitiv. Es wird mit dem Wort יש [jeʃ] „es gibt“ und einer präpositionalen Konstruktion umschrieben. Beispiel:
- יש לי כלב - [jeʃ li ˈkelev] – wörtlich: Bei mir gibt es einen Hund.

Soll die Verneinung ausgedrückt werden, wird יש [jeʃ] durch אין [ejn] ersetzt:
- אין לי כלב - [ejn li ˈkelev] – Ich habe keinen Hund.
- אין לדוד כלב - [ejn lɛ̝ˈdavid ˈkelev] – David hat keinen Hund.

Die Wörter [jeʃ] und [ejn] können auch mit den Personalpronomina verbunden werden (איני, אינך etc.). Das ist jedoch nur in der Schriftsprache gebräuchlich.
[jeʃ] und [ejn] existieren nur im Präsens; in Vergangenheit und Zukunft wird die Form der dritten Person Singular von [lihˈjot] להיות benutzt.
- היה לי כלב - [haˈja li ˈkelev] – Ich hatte einen Hund
- יהיה לי כלב - [jihˈje li ˈkelev] – Ich werde einen Hund haben

## Beispiele
Artikel 1 der Allgemeinen Erklärung der Menschenrechte:
| unvokalisiert | vokalisiert | Transkription | Deutsch |
| --- | --- | --- | --- |
| כל בני האדם נולדו בני חורין ושוים בערכם ובזכיותיהם. כלם חוננו בתבונה ובמצפון, לפיכך חובה עליהם לנהוג איש ברעהו ברוח של אחוה. | כֹּל בְּנֵי הָאָדָם נוֹלְדוּ בְּנֵי חוֹרִין וְשָׁוִים בְּעֶרְכָּם וּבִזְכֻיּוֹתֵיהֶם. כֻּלָּם חוֹנְנוּ בִּתְּבוּנָה וּבְמַצְפּוּן, לְפִיכָךְ חוֹבָה עֲלֵיהֶם לִנְהֹוג אִישׁ בְּרֵעֵהוּ בְּרוּחַ שֶׁל אַחֲוָה. | Kol bnej haʾaˈdam nolˈdu bnej xorin vɛ̝ʃavim bɛ̝erˈkam uvizxujoteˈhem. Kuˈlam xoneˈnu bitvuˈna uvɛ̝matsˈpun, lɛ̝fiˈxax xoˈva alejˈhem linˈhog iʃ bɛ̝reʿeˈhu bɛ̝ˈruach ʃel axˈva. | Alle Menschen sind frei und gleich an Würde und Rechten geboren. Sie sind mit Vernunft und Gewissen begabt und sollen einander im Geist der Brüderlichkeit begegnen. |

### Allgemeine Beschreibungen und Grammatiken
- Noam Chomsky: Morphophonemics of Modern Hebrew. Master’s thesis, University of Pennsylvania 1951.
- Rudolf Meyer: Hebräische Grammatik, de Gruyter Studienbuch, Berlin/New York 1992, ISBN 3-11-013694-5.

### Lehrbücher
- Shula Gilboa: Lextra Sprachkurs Plus Hebräisch Cornelsen Verlag, Berlin 2010, ISBN 978-3-589-01862-8.
- Hebräisch ganz einfach - Ein Sprachkurs für Anfänger zum Selbststudium, Prolog Verlag/Doronia Verlag, Tel Aviv/Stuttgart 1994, ISBN 3-929895-03-X.
- Jakob Mendel: Beiheft zu Ascher Tarmon, Esri Uval, Tabellen der hebräischen Verben, 4. Aufl. 1998. Hebräisch-deutsches Verbregister nach Verbwurzeln und Binjanim geordnet J. Mendel, Berlin 2010.
- Miriam Rosengarten, Vera Loos: Ivrit – Schritt für Schritt. Hebräisch für Anfänger. Marix, 10. Auflage. Wiesbaden 2023, ISBN 978-3-86539-039-4.
- Heinrich Simon: Lehrbuch der modernen hebräischen Sprache. Verlag Enzyklopädie, Leipzig 1988, ISBN 3-324-00100-5.
- Asher Tarmon, Ezri Uval: Tabellen der hebräischen Verben Tamir, Jerusalem 1998, ISBN 965-376-008-4.
- Eliʿezer Tirkel: Hebräisch leicht gemacht. Achiʾasaf, Tel-Aviv 1992, ISBN 3-9801131-0-8.
- Manuel Wiznitzer: Langenscheidts praktisches Lehrbuch Hebräisch. Ein Standardkurs für Selbstlerner. Langenscheidt, München 1996, ISBN 3-468-26160-8.
- Shulamit Zemach-Tendler: Lehrbuch der neuhebräischen Sprache (Iwrit), Buske Verlag, Hamburg 1999, ISBN 3-87548-117-8.
- Yaʿacov Zinvirt: Hebräisch Lesenlernen und Verstehen. Ein audiovisuelles Lernprogramm. LIT Verlag, Berlin 2010, ISBN 978-3-643-10016-0.
- Smadar Raveh-Klemke: Ivrit bekef: Hebräisch für Deutschsprachige. Hempen, 2011, ISBN 978-3-934106-84-0.

### Geschichte
- Marcel Müller: Sprachenstreit. In: Dan Diner (Hrsg.): Enzyklopädie jüdischer Geschichte und Kultur (EJGK). Band 5: Pr–Sy. Metzler, Stuttgart/Weimar 2014, ISBN 978-3-476-02505-0, S. 555–557.
- Ghilʿad Zuckermann: Language contact and lexical enrichment in Israeli Hebrew (= Palgrave studies in language history and language change). 2. Auflage. Palgrave Macmillan, New York 2004, ISBN 1-4039-1723-X (englisch).